# Atletica leggera ai XVII Giochi paralimpici estivi - 100 metri piani T63 femminili
Ai XVII Giochi paralimpici estivi la competizione dei 100 metri piani femminili T63 si svolse il 7 settembre 2024 presso lo Stade de France di Parigi. Possono partecipare alla gara le atlete appartenenti alle classi T63 e T62.

## Situazione pre-gara

### Record

#### T63
Prima di questa competizione, il record del mondo, il record paralimpico e i record continentali T63 erano i seguenti.
| Record              | Prestazione | Atleta                                   | Data e luogo                             | Competizione                             |
| ------------------- | ----------- | ---------------------------------------- | ---------------------------------------- | ---------------------------------------- |
| Record mondiale     | 13"98       | Ambra Sabatini Italia                    | 13 luglio 2023 Parigi, Francia           | Campionati mondiali paralimpici 2023     |
| Record paralimpico  | 14"11       | Ambra Sabatini Italia                    | 4 settembre 2021 Tokyo, Giappone         | XVI Giochi paralimpici estivi            |
| Record africano     | 19"79       | Record vacante. Prestazione minima 19"79 | Record vacante. Prestazione minima 19"79 | Record vacante. Prestazione minima 19"79 |
| Record panamericano | 14"95       | Lindi Marcusen Stati Uniti               | 19 luglio 2024 Miramar, Stati Uniti      |                                          |
| Record asiatico     | 15"75       | Tomomi Tozawa Giappone                   | 6 giugno 2021 Tottori, Giappone          |                                          |
| Record europeo      | 13"98       | Ambra Sabatini Italia                    | 13 luglio 2023 Parigi, Francia           | Campionati mondiali paralimpici 2023     |
| Record oceaniano    | 16"14       | Kelly Cartwright Australia               | 5 settembre 2012 Londra, Regno Unito     | XIV Giochi paralimpici estivi            |

#### T62
Prima di questa competizione, il record del mondo, il record paralimpico e i record continentali T62 erano i seguenti.
| Record              | Prestazione    | Atleta                        | Data e luogo                                  | Competizione                  |
| ------------------- | -------------- | ----------------------------- | --------------------------------------------- | ----------------------------- |
| Record mondiale     | 12"35          | Fleur Jong Paesi Bassi        | 30 giugno 2024 Hengelo, Paesi Bassi           |                               |
| Record paralimpico  | 13"10          | Fleur Jong Paesi Bassi        | 3 settembre 2021 Tokyo, Giappone              | XVI Giochi paralimpici estivi |
| Record africano     | Record vacante | Record vacante                | Record vacante                                | Record vacante                |
| Record panamericano | 14"48          | Lillian Rosenthal Stati Uniti | 20 luglio 2024 Miramar, Stati Uniti           |                               |
| Record asiatico     | 18"04          | Shalini Saraswathi India      | 20 febbraio 2023 Sharjah, Emirati Arabi Uniti |                               |
| Record europeo      | 12"35          | Fleur Jong Paesi Bassi        | 30 giugno 2024 Hengelo, Paesi Bassi           |                               |
| Record oceaniano    | Record vacante | Record vacante                | Record vacante                                | Record vacante                |

### Campionesse in carica
Le campionesse in carica a livello mondiale erano le seguenti.
| Campionesse | Atleta                              | Prestazione | Data e luogo                     | Competizione                         |
| ----------- | ----------------------------------- | ----------- | -------------------------------- | ------------------------------------ |
| Paralimpica | Ambra Sabatini Italia               | 14"11       | 4 settembre 2021 Tokyo, Giappone | XVI Giochi paralimpici estivi        |
| Mondiale    | Karisma Evi Tiarani (T42) Indonesia | 14"65       | 25 maggio 2024 Kōbe, Giappone    | Campionati mondiali paralimpici 2024 |

### La stagione

#### T63
Prima di questa gara, gli atleti con le migliori tre prestazioni T63 mondiali dell'anno erano:
| Pos. | Atleta                             | Prestazione | Data e luogo                       |
| ---- | ---------------------------------- | ----------- | ---------------------------------- |
| 1    | Monica Graziana Contrafatto Italia | 14"41       | 1º giugno 2024 Rieti, Italia       |
| 2    | Martina Caironi Italia             | 14"49       | 25 maggio 2024 Eugene, Stati Uniti |
| 3    | Ambra Sabatini Italia              | 14"67       | 1º giugno 2024 Rieti, Italia       |

#### T62
Prima di questa gara, gli atleti con le migliori tre prestazioni T62 mondiali dell'anno erano:
| Pos. | Atleta                    | Prestazione | Data e luogo                               |
| ---- | ------------------------- | ----------- | ------------------------------------------ |
| 1    | Fleur Jong Paesi Bassi    | 12"35       | 30 giugno 2024 Hengelo, Paesi Bassi        |
| 2    | Sara Barrio Andres Spagna | 12"81       | 6 aprile 2024 Guadalajara, Spagna          |
| 3    | Abassia Rahmani Svizzera  | 13"09       | 21 agosto 2024 La Chaux-de-Fonds, Svizzera |

## Risultati

### Batterie
Le batterie si sono corse a partire dalle 11:28 del 7 settembre. Le prime 3 di ogni batteria (Q) e i 2 tempi migliori tra gli esclusi (q) si qualificano alla finale.

#### Batteria 1
| Posizione | Corsia | Atleta                            | Nazionalità   | Tempo | Note     |
| --------- | ------ | --------------------------------- | ------------- | ----- | -------- |
| 1         | 6      | Monica Graziana Contrafatto (T63) | Italia        | 14"33 | (.326) Q |
| 2         | 3      | Ambra Sabatini (T63)              | Italia        | 14"33 | (.330) Q |
| 3         | 7      | Ndidikama Okoh (T42)              | Gran Bretagna | 14"69 | Q        |
| 4         | 5      | Noelle Lambert (T63)              | Stati Uniti   | 15"38 | q        |
| 5         | 4      | Tomomi Tozawa (T63)               | Giappone      | 15"85 |          |

#### Batteria 2
| Posizione | Corsia | Atleta                    | Nazionalità | Tempo | Note |
| --------- | ------ | ------------------------- | ----------- | ----- | ---- |
| 1         | 3      | Martina Caironi (T63)     | Italia      | 14"31 | Q    |
| 2         | 4      | Karisma Evi Tiarani (T42) | Indonesia   | 14"34 | Q    |
| 3         | 6      | Elena Kratter (T63)       | Svizzera    | 15"06 | Q    |
| 4         | 7      | Lindi Marcusen (T63)      | Stati Uniti | 15"09 | q    |
| 5         | 5      | Kaede Maegawa (T63)       | Giappone    | 16"34 |      |

### Finale
La finale si è corsa alle 21:37 del 7 settembre.
| Posizione | Corsia | Atleta                            | Nazionalità   | Tempo | Note                                     |
| --------- | ------ | --------------------------------- | ------------- | ----- | ---------------------------------------- |
| Oro       | 4      | Martina Caironi (T63)             | Italia        | 14"16 | Miglior prestazione personale stagionale |
| Argento   | 5      | Karisma Evi Tiarani (T42)         | Indonesia     | 14"26 | Record mondiale                          |
| Bronzo    | 7      | Monica Graziana Contrafatto (T63) | Italia        | 14"60 |                                          |
| Bronzo    | 3      | Ndidikama Okoh (T42)              | Gran Bretagna | 14"59 | Miglior prestazione personale            |
| 5         | 8      | Elena Kratter (T63)               | Svizzera      | 15"00 | Miglior prestazione personale            |
| 6         | 2      | Lindi Marcusen (T63)              | Stati Uniti   | 15"11 |                                          |
| 7         | 9      | Noelle Lambert (T63)              | Stati Uniti   | 15"39 |                                          |
| -         | 6      | Ambra Sabatini (T63)              | Italia        | dnf   | [ 3 ]                                    |

A pochi metri dall'arrivo Ambra Sabatini è caduta, invadendo la corsia di Monica Graziana Contrafatto, caduta a sua volta sulla linea del traguardo. Il tempo finale di Monica Graziana Contrafatto era superiore di un centesimo rispetto a quello della terza classificata Ndidikama Okoh, ma la giuria ha deciso di assegnare la medaglia di bronzo a entrambe le atlete, in quanto Contrafatto è stata danneggiata dalla caduta di Sabatini.